# Livre de Henryków
Le Livre de Henryków (polonais : Księga henrykowska, latin : Liber fundationis claustri Sanctae Mariae Virginis in Heinrichow) est une chronique latine de l'abbaye cistercienne de Henryków en Basse-Silésie, en Pologne. Initialement créé comme un registre des biens pillés lors de la première invasion mongole de la Pologne en 1241, il a été étendu avec le temps pour inclure l'histoire du monastère. Il est notable car il contient la première phrase écrite entièrement dans ce qui peut être interprété comme une langue polonaise ancienne,,. Actuellement, le livre est exposé au Musée archidiocésain de Wrocław. Le 9 octobre 2015, le Livre de Henryków a été inscrit sur la liste « Mémoire du monde » de l'UNESCO.
La première partie de ce livre de 100 pages est consacrée à l'histoire ancienne de l'abbaye, depuis sa fondation par Henri le Barbu en 1227 jusqu'à 1259. La seconde partie inclut l'histoire ultérieure jusqu'en 1310. Dans l'entrée pour l'année 1270, un colon du village voisin est rapporté avoir dit à sa femme Day, ut ia pobrusa, a ti poziwai, ce qui pourrait être traduit approximativement par « Laisse-moi, je vais broyer, et toi repose-toi ».
Les circonstances dans lesquelles cette phrase a été écrite reflétaient étroitement les conditions culturelles et littéraires en Pologne dans les premiers siècles de son existence nationale. Elle est apparue dans une chronique latine, écrite par un abbé allemand. L'homme qui aurait prononcé cette phrase près de cent ans plus tôt était Bogwal, un Tchèque (Bogwalus Boemus), un colon local et sujet de Boleslas Ier le Long, qui avait de la compassion pour sa femme locale, qui « se tenait très souvent à broyer près de la meule ». Le village local, Brukalice, a été nommé d'après lui.

## Première phrase en ancien polonais
Le chroniqueur médiéval de cette phrase, le moine cistercien Pierre du monastère de Henryków, nota Hoc est in polonico (« Ceci est en polonais ») avant de la citer,,.

"Unde dicti B[ogwali] Boemi uxor stab[a]t sepissime ad mola[m] molendo. Cui vir suus idem B[ogwalus], compassus dixit: Sine, ut ego etiam molam. Hoc est i[n] polonico: Day, ut ia pobrusa, a ti poziwai." - Book of Henryków (Liber fundationis claustri Sanctae Mariae Virginis in Henrichow), 1270